# ビューティフル (キャロル・キングの曲)
「ビューティフル」（"Beautiful"）はキャロル・キングが作詞作曲し、キングの1971年の受賞アルバム『つづれおり』に収録された曲。この曲はバーバラ・ストライサンドやリチャード・マークスなどのアーティストにカバーされるとともに、キングのいくつかのライブ・アルバムにも収録されている。この曲は2014年のブロードウェイ・ミュージカル『ビューティフル (ミュージカル)』（Beautiful: The Carole King Musical）のタイトル曲としても使われた。

## 歌詞とメロディ
キングによれば、キングは意識的に「ビューティフル」を書こうとしたわけではないが、彼女に自然にやって来たとのことである。ニューヨーク市地下鉄に乗っているときにキング自身の感覚を反映してが他人をどのように理解するかに気が付いた。それが自然に起こったので、もしも意識的に曲を書いていたら忘れるはずのないリフレインでの韻の欠如などの歌の専門的なディテイルの一部に最初は気が付かなかったとも述べている。
ローリング・ストーン誌のジョン・ランドーは「ビューティフル」を「アップテンポの歌」と表現している。歌詞にはアルバム『つづれおり』を通して存在する自尊心と前向きな見通しと言った主題が反映されている。この曲では美は魅力的な外見としてではなく、内面の美として定義されている。曲の節において、歌手は自分の周りにいる不幸せな人々について歌っている。このメッセージは節をマイナーキーに設定し、率直な韻律と相対的に低いピッチで歌われることで強調されている。リフレインは成功するための楽観主義と自尊心の必要性を説き、メジャーキーに設定され、シンコペートされあｔリズムと、高いピッチで補強される。
「ビューティフル」での楽器演奏はキングによるピアノとシンセサイザー演奏、チャールズ・ラーキーのベース・ギター、ジョエル・オブライエンのドラムスとダニー・コーチマーのコンガから構成されている。ライターのジェームス・ペロンはこの曲を「偉大な予想外にあたった曲」だが、シンセサイザーの使用を目立たないが、合成音のように聞こえると信じており、本物の曲の強みを損なうと批判している。『ローリング・ストーン・アルバム・ガイド』のマーク・コールマンはキングのパフォーマンスが「『ビューティフル』をセンチメンタルなどん詰まりから救っている」と述べている。

## 参加ミュージシャン
- キャロル・キング – ピアノ、ボーカル

### その他のミュージシャン
- ダニー・"クーチ"・コーチマー – エレクトリック・ギター
- チャールズ・"チャーリー"・ラーキー – ベース・ギター
- ジョエル・オブライエン – ドラムス

## その他のリリース
「ビューティフル」のライブ・バージョンは1994年のライブアルバム『イン・コンサート』に収録された。1971年6月18日にカーネギー・ホールで録音されたあ別のライブ・バージョンはキングの1966年のアルバム『カーネギーホール・コンサート』でリリースされた。さらに別のライブ・バージョンが2007年のライブDVD『ウェルカム・トゥ・マイ・リビング・ルーム』の1曲目として収録されている。スタジオ・バージョンは2007年のコンピレーション・アルバムThe Best of Carole King にも収録されている。
バーブラ・ストライザンドは「ビューティフル」を1971年のアルバム『バーブラ・ジョーン・ストライザンド』の1曲目としてカバーした。アン・マレーは1972年のアルバム Annie でこの曲は録音した。リチャード・マークスは「ビューティフル」を1995年のトリビュート・アルバム『つづれおり～キャロル・キング・トリビュート』でカバーした。オールミュージックのウィリアム・ルールマンはマークスによるカバーをこのアルバムでの最良のカバーの一つと表現している。「ビューティフル」はジュリー・コナント（Julie Conant）およびザ・オーヴァーチュアズ（The Overtures）によってもカバーされた。また、より最近ではジョナサン・レイソン（Jonathan Rayson）が自身の2006年のアルバムShiny and New でこの曲をカバーした。
「ビューティフル」はブロードウェイ・ミュージカル『ビューティフル (ミュージカル)』のキャスト・レコーディングの一部である。この曲は第2幕にキャロル・キングを演じる女優によって歌われる。ミュージカルのブロードウェイでの開幕の夜、この曲はジェシー・ミューラーによって歌われた。この曲はミュージカルのブロードウェイ・キャスト・アルバムにも収録されている。